# François Le Guerne
L'abbé François Le Guerne (né le 5 janvier 1725 à Kergrist-Moëlou, dép. des Côtes-du-Nord, en France - décédé le 6 décembre 1789 à Saint-François-de-Sales, île d'Orléans, Québec).

## Œuvre
- Lettre de M. l'abbé Le Guerne, missionnaire de l'Acadie, trouvée récemment dans les archives de la cure N.-D. de Québec et publiée par C.-O. Gagnon, [Québec? : s.n.], (1889).